# Maracandinus rubrofemoratus
Maracandinus rubrofemoratus – gatunek kosarza z podrzędu Laniatores i rodziny Assamiidae. Jedyny znany przedstawiciel monotypowego rodzaju Maracandinus.

## Występowanie
Gatunek został wykazany z Etiopii.